# Oaks del Trotto
Les Oaks del Trotto (« Oaks du trot ») sont une course hippique italienne de trot attelé se déroulant au mois de septembre sur l'hippodrome de Capannelle (en 2013, 2018 et 2019 sur l'hippodrome d'Agnano à Naples et sur l'hippodrome de Tor di Valle, à Rome avant 2013).
C'est une course de Groupe I réservée aux chevaux de 3 ans.
Elle se court sur la distance de 1 640 mètres, départ à l'autostart. L'allocation pour l'année 2024 est de 253 000 €, dont 105 800 pour le vainqueur.

## Palmarès depuis 2002
| Année | Vainqueur        | Driver                |
| ----- | ---------------- | --------------------- |
| 2024  | Follia d'Esi     | Marco Stefani         |
| 2023  | Euphoria Bi      | Maurizio Biasuzzi     |
| 2022  | Delicious Gar    | Alessandro Gocciadoro |
| 2021  | Crystal Pan      | Enrico Bellei         |
| 2020  | Betta Zack       | Andrea Guzzinati      |
| 2019  | Audrey Effe      | Andrea Farolfi        |
| 2018  | Zabriskie Ok     | Alessandro Gocciadoro |
| 2017  | Vanesia Ek       | Pietro Gubellini      |
| 2016  | UET Wise As      | Federico Esposito     |
| 2015  | Tuscania Pal     | Tommaso di Lorenzo    |
| 2014  | Smeralda Jet     | Antonino di Nardo     |
| 2013  | Red Rose America | Enrico Bellei         |
| 2012  | Pearl Axe        | Andrea Farolfi        |
| 2011  | Oyster Kronos    | Lutfi Kolgjini        |
| 2010  | Nausica FP       | Enrico Bellei         |
| 2009  | Madras           | Giuseppe Lombardo Jr  |
| 2008  | Épreuve annulée  | Épreuve annulée       |
| 2007  | Idole di Poggio  | Enrico Bellei         |
| 2006  | Genny di Jesolo  | Hugo Langeweg Jr      |
| 2005  | Fantastica Star  | Giuseppe Maisto       |
| 2004  | Enif Rob         | Gianni Targhetta      |
| 2003  | Debby Joy        | Gaetano Di Nardo      |
| 2002  | Cannoniera       | Andrea Baveresi       |